# Log pod Mangartom
Log pod Mangartom (olasz nyelven: Bretta) falu Szlovéniában, a Goriška statisztikai régióban Bovec község területén, a Triglavi Nemzeti Parkban. A települést 15 darab, 2000 méteres tengerszint feletti magasságot meghaladó csúcs veszi körül, amely remek kiindulóponttá teszi a kirándulók körében és egyben jellegzetes környezetet teremt a település számára. A faluhoz tartozik Gornji Log és Spodnji Log településrész.
A falut a Bovecből Tarvisio felé vezető úton, a Predil-hágón keresztül, a Predel-viadukton átkelve lehet elérni. A Predel-viadukt a legnagyobb ívvel rendelkező viadukt az Alpokban a maga 85 méteres ívével. Gornji Log és Spodnji Log között van a 4,5 kilométer hosszú Štoln-alagút (eredeti nevén „Ferenc József császár-bányavágat”) kezdete, mely keresztülvág az Ovčja gora hegyen, a Kolovrat-hegységben, az olasz oldalon fekvő Cave del Predil (németül: Raibl) bányászközség irányában. Az alagutat 1903-ban nyitották meg, eredetileg bányavasúti vonalként, az Isonzó-völgyi oldalról jövő bányászok munkába szállítását biztosította. Az első világháborúban az Isonzó-front ellátására használták, majd a későbbiek során menekülők és politikai menekültek szökését segítette a kommunista Jugoszláviából.
A falu templomát Szent István tiszteletére emelték a 18. században. Freskóit Ivan Grohar impresszionista festő festette, amelyek Szent István megkövezését ábrázolják. A templomban található még a fából faragott Szűz Mária szobor és Szent Sebestyén barokk festménye.
2000 novemberében egy földcsuszamlás elpusztította a falu jelentős részét és hét emberéletet követelt.

## Log pod Mangartom-mecset
A Log pod Mangartom-mecset (szlovén nyelven: Džamija v Logu pod Mangartom) egy szunnita mecset volt a település határában. Az épület 1916 novemberében épült az első világháborúban, az isonzói csatákban itt harcoló bosnyák katonák vallási igényeinek kielégítésére. A mecset egészen az 1920-as évek végéig állt. A terület, a mecset építésekor még az Osztrák–Magyar Monarchiához tartozott. A mecset volt egészen 2013-ig az egyetlen olyan épület, mely Szlovénia területén eredetileg is azzal a céllal épült, hogy az iszlám vallás hívőit szolgálja, bár 1989-ig működött egy mecset Jesenicében, amelynek épületét viszont eredetileg nem erre a célra építették.
A mecset négyszög alaprajzú, kőépület volt, faragott fával díszített templombelsővel és hagymakupolával. A mecsetet vaskapuval zárt kőfal vette körül. A mecset mellett helyezkedett el a Log pod Mangartom katonai temető, ahol a monarchia osztrák és magyar származású katonáit temették el.
A háború végeztével a bosnyák katonák hazatértek otthonaikba és a templom az Olasz Királyság területére került, és néhány évvel később lerombolták. A templom létezésének egyedül hat, 1918-ban készült fotó állít emléket, melyek napjainkban, több, mint 70 évvel szerzőjük halála után közkincsnek minősülnek, és a helyi lakosok őrizték meg őket az utókornak.

## Galéria

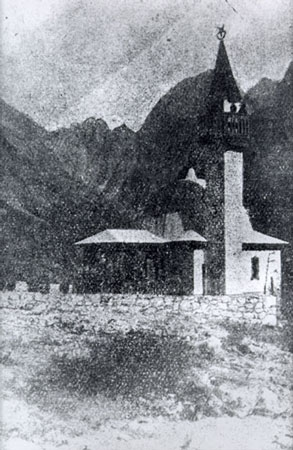
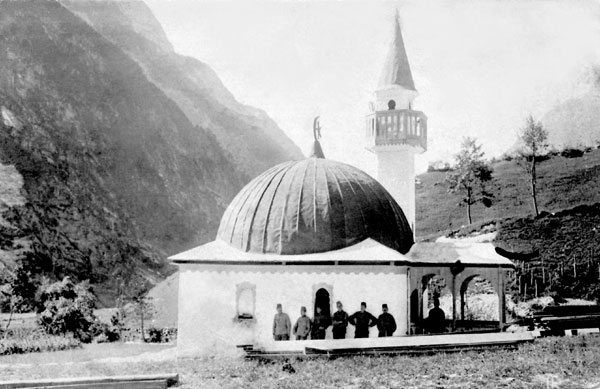
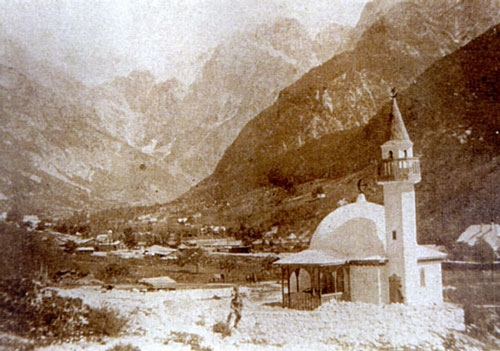
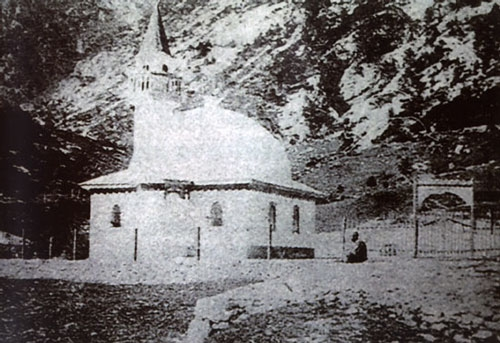

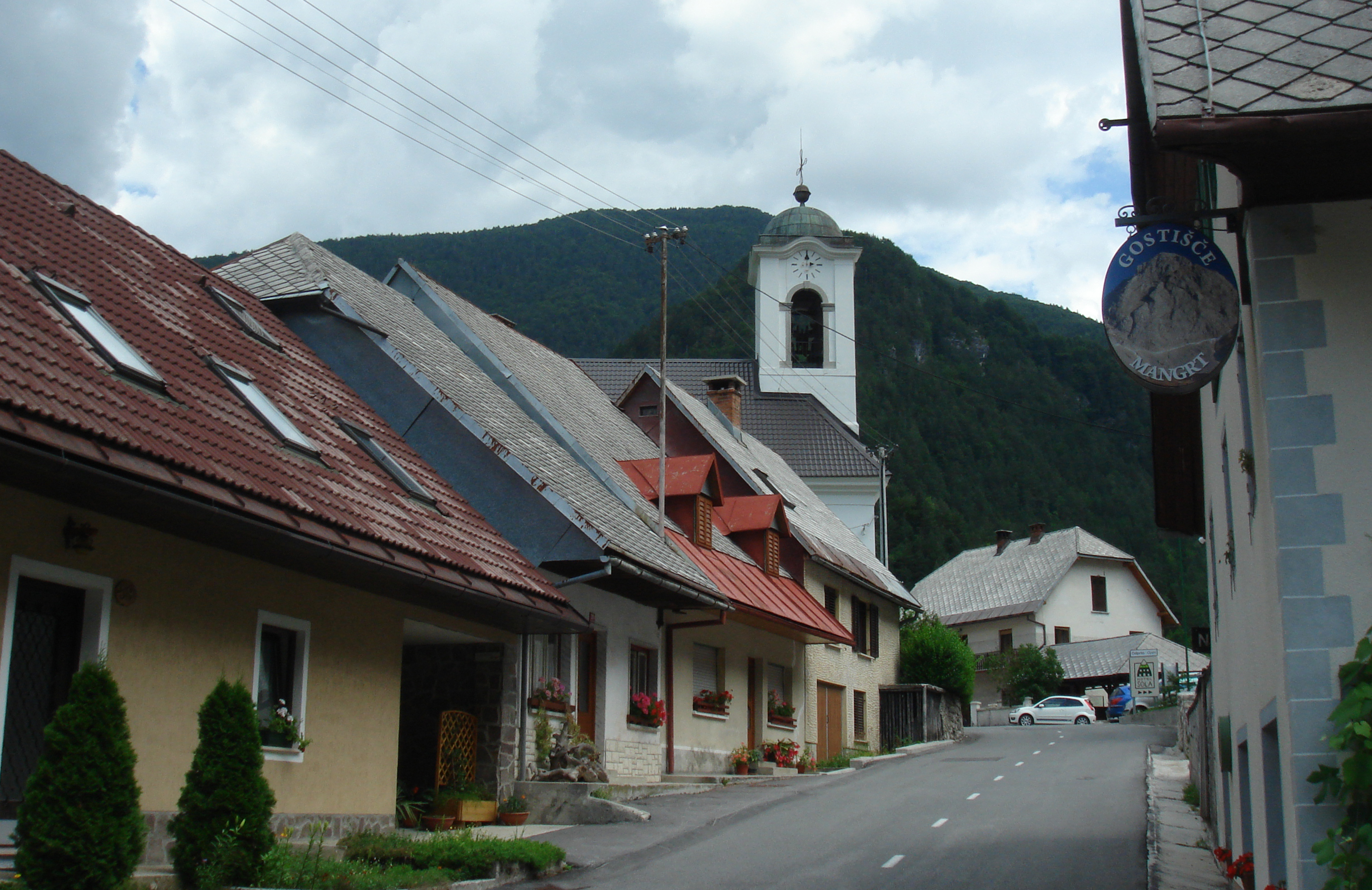
Log pod Mangarton utcaképe
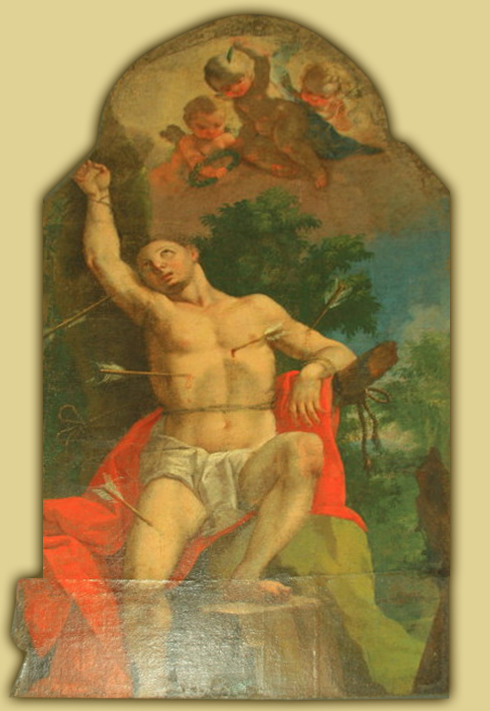
Az Anton Cebej által festett Szent Sebestyén freskó a falu templomában
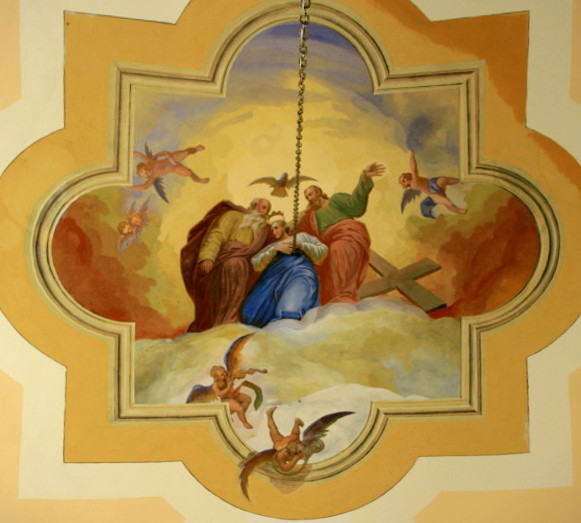
Ivan Grohar: Mária megkoronázása
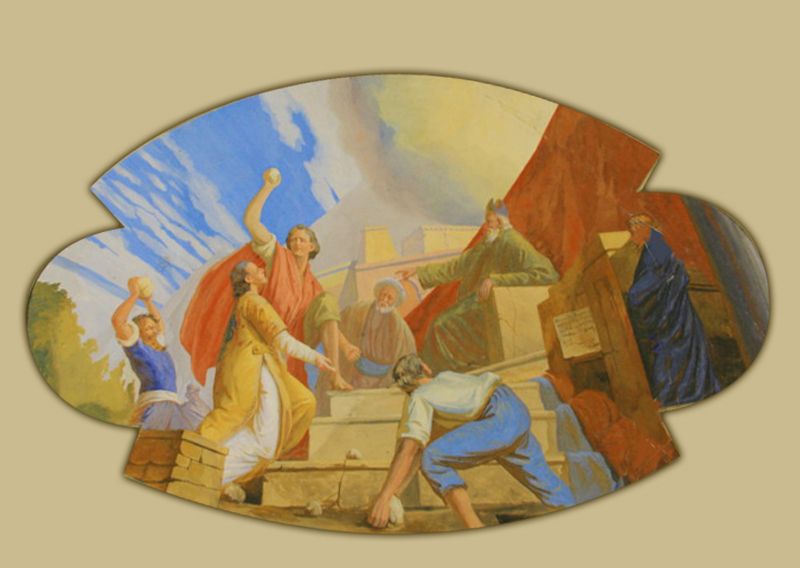
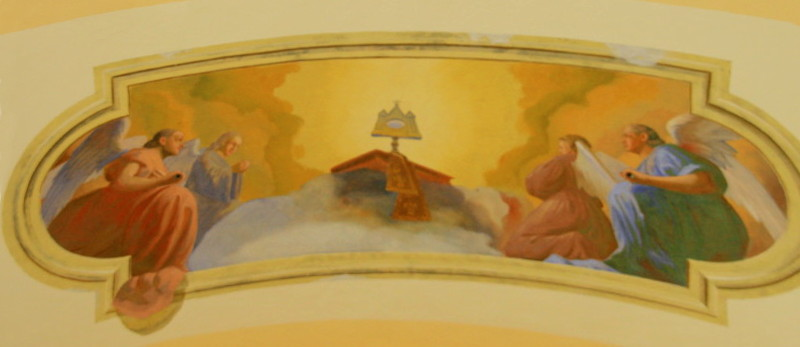

## Fordítás
- Ez a szócikk részben vagy egészben  a   Log pod Mangartom című angol Wikipédia-szócikk ezen változatának fordításán alapul.  Az eredeti cikk szerkesztőit annak laptörténete sorolja fel. Ez a jelzés csupán a megfogalmazás eredetét és a szerzői jogokat jelzi, nem szolgál a cikkben szereplő információk forrásmegjelöléseként.

Ez a szócikk részben vagy egészben  a   Log pod Mangartom Mosque című angol Wikipédia-szócikk ezen változatának fordításán alapul.  Az eredeti cikk szerkesztőit annak laptörténete sorolja fel. Ez a jelzés csupán a megfogalmazás eredetét és a szerzői jogokat jelzi, nem szolgál a cikkben szereplő információk forrásmegjelöléseként.